# Walter Heuer (Sprachpfleger)
Walter Heuer (* 25. Oktober 1908 in Aegerten, Kanton Bern; † 7. September 1977 in Küsnacht ZH) war ein Schweizer Korrektor und Sprachpfleger. Als Chefkorrektor der Neuen Zürcher Zeitung und Autor des Buchs Richtiges Deutsch hatte er grossen Einfluss auf die Rechtschreibung, besonders in der Deutschschweiz.

## Leben
Walter Heuer wurde am 25. Oktober 1908 in Aegerten, im bernischen Seeland, geboren. Nach einer Lehre als Schriftsetzer 1924 bis 1928 in Biel war er beim Luzerner Tagblatt und danach als Korrektor in der Basler Druckerei Friedrich Reinhardt tätig. 1939 wurde er Chefkorrektor in der Buchdruckerei Büchler in Bern. In Bern war er zudem als Lehrer für Fachdeutsch an den Setzerklassen der Gewerbeschule, als Leiter sprachlicher Fortbildungskurse für Gehilfen und als Experte bei Lehrabschlussprüfungen tätig. Er war Mitgründer des schweizerischen Korrektorenfernkurses.
Am 1. August 1950 wurde Heuer, als Nachfolger von Gottlieb Lehner, Chefkorrektor der Neuen Zürcher Zeitung. Er entwickelte den Korrektorenfernkurs weiter und verhalf ihm zu seiner heutigen hohen Wertschätzung. 1960 gab Heuer für den Kurs die Sprachschule für Setzer und Korrektoren sowie eine für den allgemeinen Gebrauch bestimmte Sonderausgabe davon, Richtiges Deutsch – eine Sprachschule für jedermann, heraus. Das Buch wurde rasch zu einem Erfolg auch ausserhalb des Buchdruckgewerbes; es wurde bald auch als Lehrmittel an Berufs- und Mittelschulen verwendet. Auch seine ursprünglich nur an die eigenen Redaktoren und Korrespondenten gerichteten Anweisungen, als Vademecum erstmals 1971 herausgegeben, wurden später für ein breiteres Publikum publiziert. Richtiges Deutsch erschien 2017 bereits in der 32. Auflage, bearbeitet von Heuers Nachfolger Max Flückiger und dem Reformer Peter Gallmann, das Vademecum 2014 in der 14. Auflage, bearbeitet von Flückigers Nachfolger Stephan Dové. Heuer publizierte in der NZZ auch Glossen zu sprachlichen Themen, die als Buch erschienen (Deutsch unter der Lupe, 1972, und Darf man so sagen?, 1976).
Walter Heuer wurde am 31. Dezember 1973 pensioniert und starb am 7. September 1977 nach kurzer, schwerer Krankheit.

## Wirken
Durch die weite Verbreitung seines Buchs Richtiges Deutsch beeinflusste Walter Heuer die Didaktik der Grammatik nachhaltig, auch ausserhalb der Schweiz. Daneben nahm er dezidiert Stellung zu Fragen der Erneuerung der Rechtschreibung.
Heuer war ein entschiedener Gegner der sogenannten gemässigten Kleinschreibung, die stets ein Anliegen von Reformern gewesen war; er war auch gegen die Abschaffung der Dehnungszeichen und die forcierte Eindeutschung der Fremdwörter. Als Kritiker von zu starren Festlegungen durch den Duden war er aber Reformen durchaus gewogen. So votierte er für die Einführung der Heyseschen Regelung des ß (ß nur nach langen Vokalen und Diphthongen), gegen den Grundsatz «im Zweifel klein» bei der Gross-/Kleinschreibung, gegen die Zusammenschreibung von Wörtern, wo sie keinen anderen Begriff ausdrückt, und beim Zusammentreffen von drei gleichen Konsonanten für die gleiche Regel wie bei drei gleichen Vokalen (einen Bindestrich zu setzen: Schiff-Fahrt). Bei der Worttrennung am Zeilenende war er für die Trennung von st und vor ck (anstelle der Auftrennung in k-k) sowie für die Freigabe der Trennung nach Sprechsilben (Inte‑resse) neben der morphologischen Trennung (Inter‑esse). Die Rechtschreibreform von 1996 hat diese Vorschläge wie auch seine als Abweichungen zum damaligen Duden für die NZZ festgelegten, in Fachkreisen legendär gewordenen Schreibweisen «überschwänglich» und «Albtraum» übernommen.
Heuer betonte anderseits, dass Satzzeichen, namentlich das Komma, als Lesehilfen dienten und Leserlichkeit oberstes Prinzip der Orthographie bleiben müsse, man dürfe also die diesbezüglichen Regeln nicht leichtfertig vereinfachen.

## Schriften
- Sprachschule für Setzer und Korrektoren. Buchverlag der Neuen Zürcher Zeitung, Zürich 1960.
- Richtiges Deutsch – Eine Sprachschule für jedermann (Sonderausgabe der «Sprachschule für Setzer und Korrektoren»). Buchverlag der Neuen Zürcher Zeitung, Zürich 1960.
- Richtiges Deutsch. Vollständige Grammatik und Rechtschreiblehre. 31. Auflage. Verlag Neue Zürcher Zeitung, Zürich 2014, bearb. von Max Flückiger, Peter Gallmann, ISBN 978-3-03810-035-5.
- Sprachlich-technisches Vademecum für unsere Redaktoren, Korrespondenten und Mitarbeiter. Neue Zürcher Zeitung, Zürich 1971; Vademecum – Der sprachlich-technische Leitfaden der «Neuen Zürcher Zeitung». 14. Auflage. Verlag Neue Zürcher Zeitung, Zürich 2014, ISBN 978-3-03823-903-1.
- Deutsch unter der Lupe. Buchverlag der Neuen Zürcher Zeitung, Zürich 1972.
- Darf man so sagen? Buchverlag der Neuen Zürcher Zeitung, Zürich 1976.